# Tillaea likiangensis
Tillaea likiangensis là một loài thực vật có hoa trong họ Crassulaceae. Loài này được H. Chuang miêu tả khoa học đầu tiên năm 1997.